# Diệp Huệ Mỹ
Diệp Huệ Mỹ (Tiếng Trung Quốc: 葉惠美) là album phòng thu thứ tư của ca sĩ người Đài Loan Châu Kiệt Luân, được Sony Music Taiwan phát hành vào ngày 29 tháng 7 năm 2003.
Album nhận được tám đề cử tại lễ trao Giải Kim Khúc và thắng hai giải, bao gồm giải Album nhạc pop hay nhất cùng với giải MV hay nhất cho ca khúc "3 Năm 2 Lớp". Đồng thời, album cũng giành giải IFPI Hong Kong Top Sales Music cho hạng mục Album Quan thoại bán chạy nhất năm.
Các ca khúc, "Ngày Nắng", "Bờ Mi Cô Ấy, "Gió Đông Thổi", lần lượt đứng ở các vị trí số 2, số 14 và số 41 trên bảng xếp hạng Ca khúc của năm do Hit FM tổ chức bình chọn.

## Danh sách nhạc phẩm trong album
Tất cả nhạc phẩm được soạn bởi Châu Kiệt Luân.
| STT              | Nhan đề                           | Phổ lời          | Thời lượng |
| ---------------- | --------------------------------- | ---------------- | ---------- |
| 1.               | "Nhân Danh Cha" (以父之名)        | Hoàng Tuấn Lang  | 5:42       |
| 2.               | "Hèn Nhát" (懦夫)                 | Châu Kiệt Luân   | 3:38       |
| 3.               | "Ngày Nắng" (晴天)                | Châu Kiệt Luân   | 4:29       |
| 4.               | "3 Năm 2 Lớp" (三年二班)          | Phương Văn Sơn   | 4:40       |
| 5.               | "Gió Đông Thổi" (東風破)          | Phương Văn Sơn   | 5:15       |
| 6.               | "Em Có Nghe Thấy" (妳聽得到)      | Tằng Úc Đình     | 3:50       |
| 7.               | "Cùng Một Nhịp Điệu" (同一種調調) | Phương Văn Sơn   | 3:51       |
| 8.               | "Bờ Mi Cô Ấy" (她的睫毛)          | Phương Văn Sơn   | 3:52       |
| 9.               | "Vách Đá Tình Yêu" (愛情懸崖)     | Từ Nhược Tuyên   | 4:22       |
| 10.              | "Ruộng Bậc Thang" (梯田)          | Châu Kiệt Luân   | 3:33       |
| 11.              | "Song Đao" (雙刀)                 | Phương Văn Sơn   | 4:51       |
| Tổng thời lượng: | Tổng thời lượng:                  | Tổng thời lượng: | 48:08      |

## Giải thường
| Giải thưởng   | Hạng mục đề cử                     | Đối tượng nhận đề cử                         | Kết quả   |
| ------------- | ---------------------------------- | -------------------------------------------- | --------- |
| Giải Kim Khúc | Album nhạc pop hay nhất            | Diệp Huệ Mỹ                                  | Đoạt giải |
| Giải Kim Khúc | Nam ca sĩ Quan thoại xuất sắc nhất | Châu Kiệt Luân cho Diệp Huệ Mỹ               | Đề cử     |
| Giải Kim Khúc | Nhà sản xuất album xuất sắc nhất   | Châu Kiệt Luân cho Diệp Huệ Mỹ               | Đề cử     |
| Giải Kim Khúc | Nhạc sĩ xuất sắc nhất              | Châu Kiệt Luân cho ca khúc "Gió Đông Thổi"   | Đề cử     |
| Giải Kim Khúc | Nhà viết ca từ xuất sắc nhất       | Phương Văn Sơn cho ca khúc "Gió Đông Thổi"   | Đề cử     |
| Giải Kim Khúc | Nhà viết ca từ xuất sắc nhất       | Châu Kiệt Luân cho ca khúc "Ruộng Bậc Thang" | Đề cử     |
| Giải Kim Khúc | Biên khúc xuất sắc nhất            | Hồng Kính Nghiêu cho ca khúc "Nhân Danh Cha" | Đề cử     |
| Giải Kim Khúc | MV ca nhạc xuất sắc nhất           | Quảng Thịnh cho ca khúc "3 Năm 2 Lớp"        | Đoạt giải |